# Tamás Darnyi
Tamás Darnyi (Budapest, 3 giugno 1967) è un ex nuotatore ungherese.

## Biografia
Specializzato nei misti ha vinto 4 medaglie d'oro alle Olimpiadi di Seoul 1988 e di Barcellona 1992, in entrambi i casi vincendo sia i 200 m che i 400 m misti.
È stato il primo nuotatore a scendere sotto i 2 minuti nei 200m misti, il 13 gennaio 1991, nuotò in 1'59"36 a Perth. Ha battuto sei volte il record del mondo nelle due gare dei misti.

## Palmarès
- Olimpiadi

Seoul 1988: oro nei 200 m e 400 m misti.
Barcellona 1992: oro nei 200 m e 400 m misti.
- Mondiali

1986 - Madrid: oro nei 200 m e 400 m misti.
1991 - Perth: oro nei 200 m e 400 m misti e bronzo nei 200 m farfalla.
- Europei

1985 - Sofia: oro nei 200 m e 400 m misti.
1987 - Strasburgo: oro nei 200 m e 400 m misti.
1989 - Bonn: oro nei 200 m farfalla, 200 m e 400 m misti.
1993 - Sheffield: oro nei 400 m misti.

## Riconoscimenti
- World Swimmer of the Year: 1987, 1991
- European Swimmer of the Year: 1987, 1988, 1991